# Авдєєв Євген Олександрович
Євген Олександрович Авдєєв (нар. 1938) — український тренер (швидкісний біг на ковзанах) і спортивний функціонер; Заслужений тренер Української РСР (1977).

## Біографія
Народився 31 грудня 1938 року в Тулі.
У 1965 році закінчив Київський державний інститут фізкультури (нині Національний університет фізичного виховання і спорту України), після чого по 1968 рік працював викладачем Івано-Франківського технікуму фізичної культури. Далі працював тренером ДСТ «Динамо» (1968—1974 роки). З 1974 по 1981 роки був державним тренером Комітету з фізичної культури і спорту Української РСР. У 1981—1991 роках — тренер-викладач Київської школи-інтернату спортивного профілю.
З 1975 по 1981 роки Євген Авдєєв був секретарем і з 1992 по 1997 роки — президентом Федерації ковзанярського спорту України.
Серед його вихованців — Заслужений майстер спорту СРСР Віра Бриндзей, за підготовку якої був удостоєний Почесної грамоти Київської міської організації фізкультурно-спортивного товариства «Динамо».